# Beautiful, Dirty, Rich
Pistes de The Fame
Eh, Eh (Nothing Else I Can Say) The Fame
Beautiful, Dirty, Rich est une chanson de l’artiste américaine Lady Gaga, issue de son premier album studio, The Fame. Elle sort en tant que single promotionnel de l’album le 16 septembre 2008. Elle se range dans un tempo dance-pop rapide, contient plusieurs notes de synthétiseurs et lyriquement traite des expériences que Gaga a vécues lors d’une époque difficile de sa vie dans le Lower East Side. Gaga écrit ce titre alors qu'elle, comme elle le dit, « consommait beaucoup de drogues » et « tentait d’oublier de mauvaises choses ».
Le morceau reçoit des avis positifs de la part des critiques, ceux-ci complimentant les paroles et la nature amusante de la piste. Elle bénéficie d’un léger succès commercial, se classant au 83e rang du UK Singles Chart. Deux vidéoclips sont diffusés pour accompagner la chanson - le premier, qui a pour but de promouvoir une télésérie diffusée sur ABC, Dirty Sexy Money, est intercoupé par des scènes de cette dernière émission tandis que le second est le vidéoclip original. Les deux versions montrent Gaga dansant dans diverses pièces d’une maison et brûlant de l’argent.
Gaga interprète le titre de nombreuses fois en direct, notamment dans sa première tournée internationale, The Fame Ball Tour, où elle revêt un buste futuriste accessoirisé d’un panneau argenté de forme triangulaire. La performance est saluée par les critiques qui apprécient le ton « puissant » de Gaga et son énergie en plus du fait que l’interprétation offre un bon début de spectacle.

## Développement
Gaga déclare qu’elle a écrit la chanson pour « tenter d’oublier de mauvaises choses », puis affirme plus tard qu’au moment où elle composait la piste, elle « consommait beaucoup de drogues ». Elle atteste que le morceau est à propos de la célébrité en disant, « peu importe qui vous êtes et où vous vivez – vous pouvez auto-proclamer votre célébrité innée créée à partir de votre mode de vie, vos opinions  sur l’art et le monde, tout en étant conscient du bénéfice que cela vous apporte ». Elle ajoute que le titre parle également des expériences qu’elle a vécues lors de sa carrière en tant qu’artiste autonome dans le Lower East Side. Selon Gaga, la ligne « Daddy, I’m so sorry, I’m so s-s-sorry, yeah »  qui se traduit par « Papa, je suis trop désolée, je suis trop d-d-désolée, yeah, » est inspirée par les « enfants de riches » de son milieu qui appellent leurs parents pour leur demander de l’argent et ainsi secrètement acheter de la drogue. Elle soutient qu’ « ultimement, ce que je veux que les gens retiennent est le ‘Bang-bang’. Peu importe qui vous êtes et d’où vous venez, vous pouvez vous sentir beau, coquin et riche ».

## Composition
Beautiful, Dirty, Rich est une chanson avec un tempo rapide de style dance-pop mais qui comparé aux autres pistes de The Fame, qui elles sont électroniques, semble synth-heavy. Selon la fiche musicale publiée sur Musicnotes par Sony/ATV Music Publishing, la chanson possède un rythme modéré electro-dance-pop et est composée dans la clef de Si mineur avec un tempo de 120 battements par minute. La piste se positionne dans une signature rythmique moyenne, tandis que la voix de Gaga oscille de la note La3 à Ré5. Lors des versets, le titre suit une progression d'accords de Sim-Ré5-La♭-Sim-Ré5-La♭. Lors de l’enregistrement du morceau, Gaga était réticente par rapport au fait de ré-orienter la piste pour la rendre plus dance, et insiste pour la laisser dans sa version rock. Toutefois, son producteur, Rob Fusari, la convainc, affirmant qu’ajouter des notes de batterie ne met pas en péril son intégrité et que Queen, qui est une des inspirations musicales de Gaga, a utilisé ce genre de percussion dans leurs chansons. Fusari commente ce dernier événement plus tard, « Je pense que la création de ce morceau est ce qui a poussé Gaga à travailler encore plus fort, […] Nous avons terminé Beautiful, Dirty, Rich récemment. C’est une des pistes de son premier album ».

## Réception
Beautiful, Dirty, Rich reçoit des avis positifs de la part des critiques. Matthew Chisling d’AllMusic cite la chanson et Paparazzi en tant que meilleurs titres de The Fame, les décrivant en disant qu’elles sont « le sel et le poivre de l’album, avec une légère touche de malice, de sentiment pro-club, de joie et de convivialité qui rendent le tout excellent, notamment grâce à une bonne production dont tout l’album devrait bénéficier ». Genevieve Koski du The A.V Club affirme que LoveGame et la piste représentent d’ « entraînants hymnes pour les clubs », ajoutant que « note par note, avec leur instrumentation synth et leurs percussions à la batterie, une douceur sonore incarnant parfaitement ce qu’est le genre de musique que les clubs désirent surgit dans la musicalité de LoveGame et Beautiful, Dirty, Rich ». Sal Cinquemani du Slant Magazine déclare que Gaga « nous entraîne avec succès dans son univers » avec ce morceau.
Au niveau commercial, Christmas Tree est plus ou moins bien reçue. Lors de la semaine du 21 février 2009, la chanson fait son entrée dans le UK Singles Chart, le classement du Royaume-Uni, au 89e rang, en raison de forts téléchargements numériques. La semaine suivante, la piste touche le 83e numéro du palmarès puis le 11 mars 2009 dégringole à la 87e place pour finalement être exclue du hit-parade la semaine qui suit,. Selon Nielsen Soundscan, le titre s’est écoulé à plus de 275 000 exemplaires numériques aux États-Unis.

## Vidéoclip
Un vidéoclip est filmé pour accompagner Beautiful, Dirty, Rich, celui-ci est réalisé par Melina Matsoukas. Il y a deux versions de la vidéo – une première intercoupée par des segments d’une émission diffusée sur ABC, Dirty Sexy Money, et créée pour promouvoir le programme, ainsi qu’une seconde, qui est la version officielle. Le clip se déroule dans une maison, et débute avec un plan sur Gaga, qui marche machinalement dans l’entrée du manoir alors que des gens la suivent en brandissant au-dessus d’elle un parapluie tout en exécutant une chorégraphie et en jetant des billets de dollars autour d’elle. À la suite de cette scène ont lieu plusieurs autres parties du clip mettant en vedette Gaga et ses danseurs dans différentes pièces de la maison. Dans ces scènes, plusieurs plans la montre entre autres couchée sur une table couverte d’argent, assise sur un grand piano noir - y rampant et y jouant des notes avec ses pieds –, debout devant une statue qu’elle contourne en dansant et se trémoussant dans un ascenseur – faisant une danse en s’agrippant au poteau du compartiment. Il y a également plusieurs plans montrant Gaga brûlant de l’argent puis le mettant dans sa bouche. Tout au long de la vidéo, elle change de costumes et en enfile de nouveaux. Le chanteur et compositeur Space Cowboy est également montré dans le vidéoclip, il fait des caméos dans la plupart des scènes.

## Interprétations en direct

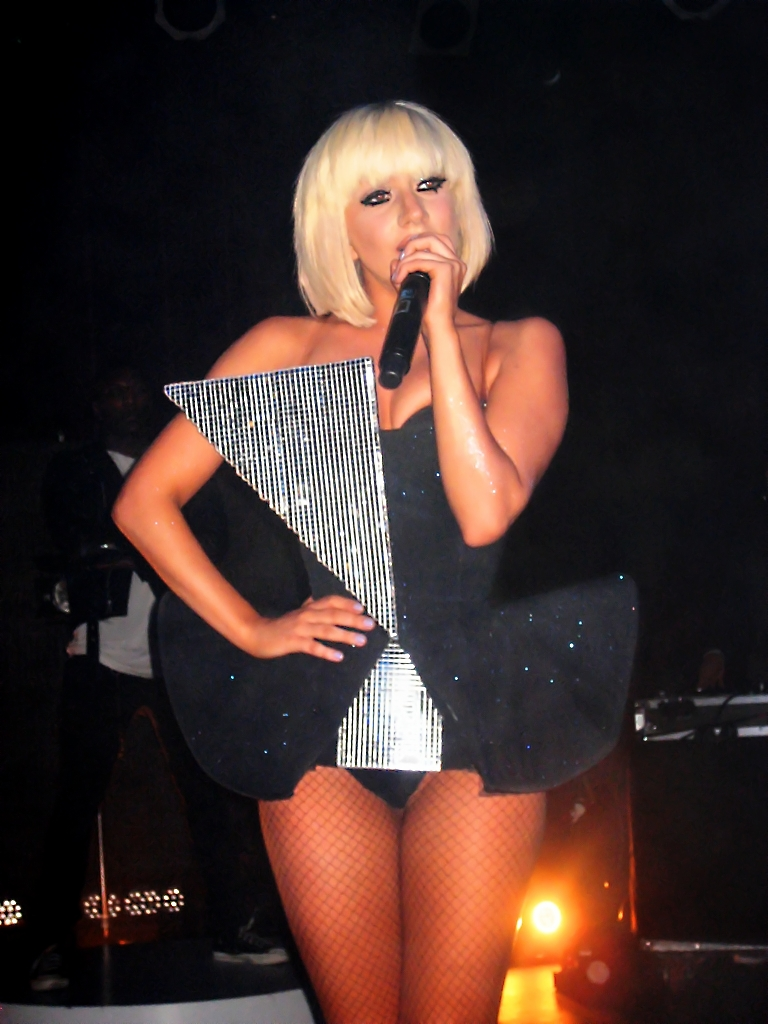
Gaga interprétant Beautiful, Dirty, Rich en mars 2009, au Canada lors du Fame Ball.

Gaga interprète pour la première fois Beautiful, Dirty, Rich en direct lors de l’AOL Sessions, où elle chante aussi Just Dance, une version acoustique de Poker Face, Paparazzi et LoveGame. Elle joue aussi la piste lors de la MTV UK Live Sessions, où encore une fois elle exécute des interprétations de Just Dance, LoveGame et Poker Face. En concert, elle interprète le titre lors de sa première tournée internationale, The Fame Ball Tour. Lors des nombreuses représentations, la performance est précédée par celle de Paparazzi ainsi que par celle du medley de Starstruck et de LoveGame. L’interprétation de Beautiful, Dirty, Rich met en scène Gaga et ses danseurs exécutant une chorégraphie, celle-ci portant une « austère » perruque blonde ainsi qu’un sculptural bustier accessoirisé de panneaux futuristes en forme triangulaire et recouvert de péplum,. Ce dernier costume est le même que celui utilisé dans d’autres performances lors des spectacles de cette tournée. L’interprétation est la dernière de la première des quatre parties de la tournée, et est suivie par une courte vidéo, The Brain, qui montre Gaga et son alter ego, Candy Warhol, lui brossant les cheveux,.
La performance du morceau ainsi que celles du reste du premier quart de la tournée sont saluées par Jim Harrington du Mercury News, affirmant que la représentation commence en force, et que la voix de Gaga est fantastique. Mikael Wood du Rolling Stone est plus sévère dans sa critique de l’interprétation ; Wood déclare que tout est trop précipité, mais admire tout de même Gaga pour son énergie. Whitney Pastorek du Entertainment Weekly atteste que le tempérament vocal de Gaga est « fort », ajoutant que « Cette fille, peut, et en profite, chanter ».
De plus, Gaga interprète Beautiful, Dirty, Rich lors de la totalité des spectacles de sa seconde tournée internationale, The Monster Ball Tour. Lors des performances, elle porte un justaucorps de cuir violet avec de motifs léopardés ainsi qu’une coiffe, elle aussi violette, en forme d’éclair. Vers le milieu de l’interprétation, elle et ses danseurs escaladent des poteaux dressés sur la scène et y dansent. La performance fait partie du premier acte de la représentation nommé « City », qui se traduit par « Ville », et est précédée par celle de Just Dance et suivie par celle de Vanity ou The Fame, tout dépendant des dates.

## Crédits
| - Lady Gaga - Écriture, Instrumentation - Rob Fusari - Écriture, Production - Robert Orton - Mixage | - Tom Kafafian - Instrumentation - Calvin « Sci-Fidelty » Gaines - Instrumentation, Programmation - Dave Murga - Instrumentation Source |

## Classements
| Pays        | Position | Temps au hit-parade | Certification |
| ----------- | -------- | ------------------- | ------------- |
| Royaume-Uni | 83e      | 3 semaines          |               |

Le single promotionnel (qui ne pouvait pas être diffusé à la radio, ni le clip à la télé car ce n'est qu'un single promotionnel pour le web) réalise de très bons scores auxquels le label de Lady Gaga ne s'attendant pas pour un simple single promotionnel ayant pour but de promouvoir son premier album The Fame !

## Certifications
| Pays       | Certification |
| ---------- | ------------- |
| États-Unis | Or            |

## Historique des sorties
| Pays       | Date              | Format    |
| ---------- | ----------------- | --------- |
| États-Unis | 16 septembre 2008 | Numérique |

Le single n'est sorti qu'aux États-Unis.